# Clinotarsus curtipes
Clinotarsus curtipes е вид жаба от семейство Водни жаби (Ranidae). Видът е почти застрашен от изчезване.

## Разпространение
Разпространен е в Индия.

## Описание
Популацията на вида е намаляваща.